# Majd Kamalmaz
 (juillet 2025).
Majd Kamalmaz est un psychothérapeute américain d'Arlington, en Virginie, détenu en Syrie depuis février 2017. Arrêté à un checkpoint à Damas lors d'une visite à sa famille, il est victime de disparition forcée, jusqu'à l'annonce de son décès le 18 mai 2024.
Lors de sa disparition, ses enfants font appel à l’aide du président Donald Trump,,. Madj Kamalmaz serait diabétique,.
La famille de Madj Kamalmaz participe à la campagne Bring Our Families Home qui demande le rapatriement des prisonniers détenus sans motifs et des otages.
Le portrait de Madj Kamalmaz est représenté sur une fresque murale de 15 pieds à Georgetown, Washington, DC, aux côtés d'autres Américains injustement détenus à l'étranger.
Son probable décès est annoncé le 18 mai 2024.